# ایری‌ونگ
ایری‌ونگ (به لاتین: Əyrivəng) یک منطقه مسکونی در جمهوری آذربایجان است که در شهرستان گدابیگ واقع شده است. ایری‌ونگ ۴۰۲ نفر جمعیت دارد.